# Poa sterilis
Poa sterilis är en gräsart som beskrevs av Friedrich August Marschall von Bieberstein. Poa sterilis ingår i släktet gröen, och familjen gräs. Inga underarter finns listade i Catalogue of Life.